# عبد الرحمن صدقي
عبد الرحمن بن محمد عثمان صدقي ابن عثمان رفقي (1896 – 1973) المعروف بعبد الرحمن صدقي، هو شاعر وكاتب مصري من مواليد مدينة المنصورة شمال مصر، انتقل في طفولته مع أبيه إلى القاهرة، والتي تعلم، عاش وتوفي فيها. أصدر ديواني شعر، الأول من وحي المرأة والذي كانت معظم قصائده في رثاء زوجته، والثاني حواء والشاعر خص كثيراً منه بزوجة ثانية له إيطالية، وله مجموعة من القصص، بعضها مطبوعة، وأخرى لا تزال مخطوطة لم تجمع ولم تهيأ للطبع، كما أوصى بمكتبته 28916 مجلداً إلى دار الكتب. عمل في وزارة المعارف، وأشرف على دار الأوبرا وعين وكيلاً فمديراً لها مدة عشرين سنة، كما كان من أعضاء مجلس الفنون.

## مؤلفاته

### الدواوين الشعرية
- من وحي المرأة
- حواء والشاعر

### الكتب

#### كتب مطبوعة
- الشاعر الرجيم بودلر
- طاغور والمسرح الهندي
- عصر القومية
- أزهار الشر
- أبو نواس
- ألحان الحان
- الشرق والإسلام في أدب جوته
- ألوان من الحب

#### كتب لم تطبع
- حياتي في الأوبرا
- اعترافات شاعر
- المرأة والحب (نشرت بعض فصوله فقط)